# Université musulmane d'Aligarh
L'université musulmane d'Aligarh  (en hindi : अलीगढ़ मुस्लिम विश्वविद्यालय) est une université centrale indienne située à Aligarh dans l’État d’Uttar Pradesh.
Le vice-président de l'Inde Mohammad Hamid Ansari en est un ancien étudiant et en fut le vice-chancelier de 2000 à 2002.